# Mamak
Mamak ist ein Landkreis der türkischen Provinz Ankara und gleichzeitig ein Stadtbezirk der Büyükşehir belediyesi (Großstadtkommune) Ankara. Der Bezirk ist von den Landkreisen Altındağ, Çankaya und Elmadağ umgeben. Mamak wurde 1983 zu einer Gemeinde (Belediye) erklärt und als eigener Landkreis selbständig, abgespalten vom Landkreis Çankaya (Gesetz Nr. 2963 vom 29. November 1983).
Von der 321 km² großen Fläche werden knapp 20 % landwirtschaftlich genutzt, während 34 % urbane Fläche sind und die Wälder 6 % einnehmen. Der höchste Punkt des Landkreises ist mit 1503 m der Körpınar Tepesi und der zweithöchste Berg der Hüseyin Gazi Dağı mit 1456 m. An Gewässern gibt es in Mamak den Fluss Hatip Çayı und den See Mavi Göl, der seit 1966 durch den Bayındır Barajı Damm gestaut wird.